# Balyan
La famiglia Balyan (in armeno Պալեաններ?; in turco Balyan ailesi o Palyan ailesi) fu una famiglia armena-ottomana i cui membri furono importanti architetti di corte al servizio dei sultani ottomani e di altri membri della dinastia ottomana durante il XVIII e XIX secolo. Per cinque generazioni, progettarono e costruirono numerosi e importanti edifici nell'Impero Ottomano, tra cui palazzi, ville, konak, chioschi, yalı, moschee, chiese e vari edifici pubblici, soprattutto a Costantinopoli (l'attuale Istanbul).

## Albero genealogico
- Bali (Balen; ?–1725)
  - Magar (?–?)
    - Krikor Balyan (1764–1831)
    - Senekerim Balyan (1768–1833)
    - Garabet Amira Balyan (1800–1866)
      - Nigoğayos Balyan (1826–1858)
        - Levon Balyan (1855-?)

      - Sarkis Balyan (1835–1899)
      - Hagop Balyan (1838–1875)
      - Simon Balyan (1848–1894)

## Membri

### Bali il muratore
Bali o Balen il muratore (in turco Meremmetçi Bali Kalfa o Meremmetçi Balen Kalfa), un artigiano muratore del villaggio Belen della provincia di Karaman in Anatolia centrale, fu il fondatore della dinastia. Si trasferì a Istanbul, dove venne a conoscenza di un architetto di corte armeno del sultano Mehmed IV (1648-1687), che incontrò e sostituì, essendo egli stesso armeno. Quando Bali morì nel 1725, suo figlio Magar prese il suo posto come architetto alla corte del sultano.

### Magar l'architetto
Magar l'architetto (in turco Mimar Magar) fu incaricato di importanti progetti e di conseguenza fu spesso promosso a gradi superiori. Tuttavia, a seguito di una denuncia, fu allontanato dalla corte del sultano Mahmud I (1730-1754) per andare in esilio nella città anatolica orientale di Bayburt. Lì, Magar insegnò architettura a suo figlio maggiore Krikor prima di essere graziato e tornare a Istanbul. Dopo il suo ritiro, suo figlio Krikor prese il suo posto. Il secondo figlio di Magar, Senekerim, collaborò con suo fratello Krikor. Magar morì a Bayburt.

### Krikor Balyan
Krikor Balyan (in armeno: Գրիգոր Պալեան, noto anche come Krikor Amira Balyan; 1764-1831) fu il primo membro della famiglia ad utilizzare il cognome Balyan. Fu chiamato Baliyan o Balyan da suo nonno e più tardi adottò questo come nome di famiglia Balyan. Era il genero di Mason Minas e il suocero di Ohannes Amira Severyan, entrambi architetti di corte. Krikor ricevette la sua credenziale di architettura dal sultano Abdül Hamid I (r. 1774-87). Divenne consigliere non ufficiale del sultano Selim III (r. 1789-1807), e fu vicino al sultano Mahmud II (r. 1808-1839). Fu esiliato nel 1820 a Kayseri in Anatolia centrale, a causa del suo coinvolgimento in una disputa tra Chiesa cattolica armena e la Chiesa apostolica armena. Fu graziato e gli fu permesso di tornare a Istanbul.
Krikor morì nel 1831 dopo aver servito l'impero durante i regni di quattro sultani, Abdul Hamid I (r. 1774-87), Selim III (r. 1789-1807), Mustafa IV (r. 1807-8)), e Mahmud II (r. 1808-39). Il suo giovane e inesperto figlio Garabet Amira, gli succedette nella carica di architetto di corte.
Le principali opere di Krikor includono:
- Palazzo di Sarayburnu (bruciato nel 1875)
- Palazzo di Beşiktaş
- Palazzo di Çırağan (bruciato dai giannizzeri)
- Palazzo della Valide Sultan ad Arnavutköy
- Palazzo del Defterdar Sultan
- Palazzo di Aynalikavak.
- Moschea di Nusretiye  (1823-1826)
- Caserma di Taksim
- Caserma di Selimiye (1800, bruciata nel 1806)
- Caserma di Davutpaşa (1826-1827)
- Caserma di Beyoğlu
- Zecca di Istanbul
- Diga di Valide
- Diga di Topuzlu

### Senekerim Balyan
Senekerim Balyan (in armeno: Սենեքերիմ Պալեան; 1768-1833) era figlio di Magar l'Architetto e fratello minore di Krikor Balyan. Lavorò insieme al fratello, senza avere la stessa fama. Ricostruì la Torre di Beyazit, che era stata costruita in legno nel 1826 da suo fratello Krikor, ma distrutta dopo un incendio. Morì a Gerusalemme e fu sepolto nel cortile della chiesa armena.
Le opere di Senekerim includono la Torre antincendio di Beyazıt (1828) e la chiesa armena di Maria Santissima (Surp Asdvadzadzin) a Ortaköy (1824).

### Garabet Amira Balyan
Garabet Amira Balyan (in armeno: Կարապետ Պալեան; 1800-1866) nacque a Costantinopoli. Alla morte del padre, era molto giovane e non aveva abbastanza esperienza per assumere da solo la sua posizione. Così lavorò a fianco di suo zio, il massone Ohannes Serveryan. Garabet servì come architetto di corte durante i regni di Mahmud II (1808-1839), Abdülmecid I (1839-1861) e Abdul Aziz (1861-1876), e costruì numerosi edifici a Istanbul. Il più noto dei suoi lavori è il Palazzo di  Dolmabahçe, che costruì in collaborazione con suo figlio Nigoğayos. Un'altra sua opera architettonica degna di nota è il Palazzo di Beylerbeyi, che fu costruito in collaborazione con l'altro figlio Sarkis.
Garabet Balyan fu anche attivo nelle questioni educative e amministrative della comunità armena e svolse un lavoro di ricerca sull'architettura armena. I suoi quattro figli, Nigoğayos, Sarkis, Hagop e Simon, gli succedettero dopo la sua morte per un attacco di cuore nel 1866 mentre conversava con gli amici.
Opere principali di Garabet:
- Palazzo Dolmabahçe, con Nigoğayos Balyan (1848-56)[1]
- Nuovo Palazzo di Çırağan
- Chiosco Hünkar a Yeşilköy
- Vecchio Palazzo di Yıldız
- Moschea di Ortaköy, con Nigoğayos Balyan (1854)
- Torre dell'orologio di Nusretiye (1848)
- Beşiktaş Soorp Asdvadzazin Chiesa Armena (1834)
- Kuruçeşme Soorp Nişan Chiesa Armena (1834)
- Chiesa armena di Beyoğlu Soorp Yerrortutyun (1838)
- Chiesa Kumkapı Soorp Asdvadzazin
- Accademia di Belle Arti (ex fonderia di cannoni) edificio a Tophane
- Palazzi a Fındıklı Cemile e Münire Sultan (1856-1859; oggi Università di Belle Arti Mimar Sinan)
- Palazzo a İzmit (Kasr-ı Hümayun Saray)
- Accademia della Guerra
- Mausoleo di Mahmut II con fontana (1840)
- Fabbrica tessile a Bakırköy
- Conceria a Beykoz (1842)
- Fabbrica tessile a Hereke (1843)
- Ospedale armeno (Surp Pırgiç Ermeni Hastanesi), Yedikule (Fatih), Istanbul (1832-1834)

### Nigoğayos Balyan
Nigoğayos Balyan (in armeno: Նիկողայոս Պալեան; noto anche come Nigoğos Balyan; 1826-1858) era il primo figlio di Garabet Armira Balyan. Nel 1843 fu mandato a Parigi insieme a suo fratello Sarkis per studiare architettura al Collège Sainte-Barbe de Paris. A causa di una malattia, tuttavia, lui e suo fratello dovettero tornare a Istanbul nel 1845. Lavorando accanto a suo padre Garabet, Nigoğayos acquisì esperienza. Fu nominato consigliere artistico del sultano Abdulmecid I (1839-1861). Fondò anche una scuola nell'impero di architettura per insegnare l'architettura occidentale.
Nigoğayos lavorò insieme a suo padre alla costruzione del Palazzo di Dolmabahçe (1842-1856). Partecipò ai preparativi per la Costituzione Nazionale Armena. Nigoğayos morì a Istanbul nel 1858 di febbre tifoidea all'età di 32 anni.
Opere principali di Nigoğayos:
- Moschea Küçük Mecidiye (1843)
- Padiglione Ihlamur (1849)
- Moschea di Dolmabahçe, alias Moschea Bezm-i Alem Valide Sultan (1852-1854)
- Padiglione Adile Sultan, Validebağ (1853)
- Moschea di Ortaköy, insieme a Garabet Amira Balyan (1854)
- Padiglione di Küçüksu, noto anche come Padiglione Göksu (1857)
- Ospedale armeno

### Sarkis Balyan
Sarkis Balyan (in armeno: Սարգիս Պալեան; 1835-1899) era il secondo figlio di Garabet Balyan. Nel 1843 seguì suo fratello maggiore Nigoğayos a Parigi. Dovette tornare a Istanbul nel 1845 a causa di una malattia del fratello. Nel 1847, Sarkis andò di nuovo a Parigi per frequentare il Collège Sainte-Barbe de Paris, che terminò dopo tre anni. Più tardi, studiò all'Accademia di Belle Arti.
Dopo il ritorno a Istanbul, Sarkis iniziò a lavorare al fianco di suo padre e di suo fratello Nigoğayos. Dopo la morte di questi due, continuò il suo lavoro con il fratello minore Hagop. Sarkis ottenne una fama maggiore di Hagop perché costruì le strutture progettate da suo fratello. Sarkis è anche conosciuto come il progettista di molti edifici.
Conosciuto come un lavoratore veloce, la sua vita professionale fu interrotta dalla morte del fratello Hagop nel 1875 e dall'ascesa al trono di Abdul Hamid II (1876-1909). A causa di accuse politiche, fu costretto all'esilio in Europa per 15 anni, ma alla fine tornò in Turchia grazie all'intercessione di Hagop Kazazian Pascià a suo favore.
La sua opera più importante è il chiosco Valide Sultan. Interessato a tutti i rami delle belle arti, Sarkis ha sostenuto gli scrittori armeni, i musicisti e soprattutto gli attori di teatro. Fu anche membro dell'Assemblea del Patriarcato armeno. Fu insignito del titolo di Ser Mimar (Capo Architetto dell'Impero Ottomano).
Opere principali di Sarkis:
- Palazzo di Beylerbeyi, con suo padre Garabet Balyan (1861-1865)
- Scuola elementare armena Beşiktaş Makruhyan (1866; dedicata alla memoria della sua giovane moglie morta Makruhi)
- Chiosco di Malta (1870)
- Palazzo di Çırağan (1863-1871)
- Moschea di Pertevniyal Valide Sultan, con il fratello Hagop Balyan (1871)
- Fabbrica di polvere da sparo di Zeytinburnu (1874)
- Case a schiera Beşiktaş-Akaretler 138 (costruzione iniziata nel 1874)
- Palazzo di Esma Sultan, Ortaköy (1875)
- Palazzo di Adile Sultan, Kandilli (1876)
- Torre dell'orologio Dolmabahçe (1895)
- Ministero della Guerra (oggi l'edificio principale dell'Università Tecnica di Istanbul)
- Scuola Imperiale di Medicina (oggi Liceo Galatasaray)
- Arsenale di Maçka (oggi Facoltà di Ingegneria Mineraria dell'Università tecnica di Istanbul)
- Yalı a Baltalimanı
- Vecchio chiosco sull'isolotto di Galatasaray
- Cattedrale della Santa Madre di Dio a Aintep (attualmente, la Moschea della Liberazione)[5]

### Hagop Balyan
Hagop Balyan (in armeno: Հակոբ Պալեան; 1838-1875) era il terzo figlio di Garabet Balyan. Lavorò insieme a suo fratello Sarkis in vari progetti a Istanbul. Hagop morì a Parigi nel 1875 all'età di 37 anni; fu sepolto nel Cimitero di Père-Lachaise.

### Simon Balyan
Simon Balyan (in armeno: Սիմոն Պալեան; 1848-1894) era il figlio minore di Garabet Balyan. Era anche egli un architetto.

### Levon Balyan
Levon Balyan (in armeno: Լեւոն Պալեան; 1855-1925) era figlio di Nigoğayos Balyan. Frequentò il Collège Sainte-Barbe a Parigi nel 1869.